# Early morning rain
Early morning rain is een lied dat werd geschreven door de Canadese folkzanger Gordon Lightfoot. Voordat hij het in 1966 zelf op een single en zijn album Lightfoot uitbracht, werden covers ervan al een hit voor Ian & Sylvia in Canada en Peter, Paul and Mary in de VS. Verder werd het onder meer gecoverd door Bob Dylan, Elvis Presley, Jerry Lee Lewis en Neil Young.

## Achtergrond, tekst en muziek
Het is een countryfolk-lied zoals Lightfoot ze meer schreef. Dit wordt niettemin tot een van zijn meest prominente gerekend. Het gaat over een man ver van huis, met weinig geld en op een plek waar hij niemand kent.
In de folkmuziek komt dit stereotype vaker voor, alleen wegkwijnend en zijn eenzaamheid wegdrinkend met een fles sterke drank. Afwijkend is echter dat hij de setting plaatst op een vliegveld en niet op een treinstation of een kampement voor rondreizende dakloze arbeiders. Niettemin verwijst hij daar aan het eind nog wel naar met de kwinkslag (vertaald): je kunt niet op een vliegtuig springen zoals dat wel kan op een goederentrein.
Lightfoots oorspronkelijke versie is geheel akoestisch waarbij de begeleiding vooral wordt gevormd door een of meerdere gitaren. De covers die later verschenen werden vaak ondersteund door meer muziekinstrumenten. Ian & Sylvia voegden er verder ook nog de close harmony aan toe waar ze bekend mee werden.
Zowel Bob Dylan (Selfportrait, 1970) als Neil Young (A letter home, 2014) coverden het nummer als een verwijzing naar een ervaring uit hun leven.

## Covers
Er verschenen vele tientallen covers van het nummer, waarvan sommigen de hitlijsten bereikten. Hieronder volgt een overzicht:
| Artiest              | jaar | land/hitlijst               | notering | weken |
| -------------------- | ---- | --------------------------- | -------- | ----- |
| Peter, Paul and Mary | 1965 | VS (Hot 100)                | 91       | 3     |
| Ian & Sylvia         | 1965 | Canada (adult contemporary) | 1        | ?     |
| George Hamilton IV   | 1966 | VS (Country Songs)          | 9        | ?     |
| Rank Strangers       | 1970 | Noorwegen                   | 5        | 12    |
| Paul Weller          | 2005 | Verenigd Koninkrijk         | 40       | 1     |

Er kwamen ook singles uit die de hitlijsten niet bereikten, zoals van Berni Flint (1977), The Dalys (1969) en The Settlers (1966). Oliver Swofford bracht het in 1971 uit onder zijn artiestennaam Oliver en haalde de Billboard Hot 100 lijst net niet, hij scoorde er wel mee in de parallelle Adult Contemporary-lijst.  

### Andere covers
Op een album verschenen verder nog versies van The Kingston Trio (Something else, 1965), Judy Collins (Fifth album, 1965), Chad and Jeremy (Distant shores, 1966), Bobby Bare sr. (The streets of Baltimore, 1966), The Travellers (This land, 1967), Roy Drusky (Now is a lonely time, 1967), Mystic Moods Orchestra (Emotions, 1968), Julie Felix (Going to the zoo, 1969), We Five (Catch the wind, 1970), Emerson & Waldron (Emerson and Waldron invite you to a bluegrass session, 1970), The Bluegrass Alliance (Newgrass, 1970), Bob Dylan (Selfportrait, 1970), Jerry Reed (Ko-ko Joe, 1971), Elvis Presley (Elvis now, 1972), Jerry Lee Lewis (The session, 1973), Black Velvet Band (Folkclub Atlantis live, 1978), Vernon Oxford (Keepin' it country, 1982), Tony Rice (Me & my guitar, 1986), Bill Staines (Looking for the wind, 1995), Ricky Norton (Un roi s'en est allé; ep, 1997), Foggy Mountain Rockers (Dressed in black, 2001), Eva Cassidy (Imagine, 2002), Raul Malo, Pat Flynn, Rob Ickes en Dave Pomeroy (The Nashville acoustic sessions, 2004), Tim O'Brien (Fiddler's green, 2005), TCB Band & The Sweet Inspirations, met Maarten Jansen  (Aloha from Sweden, 2006), Redwing (The simple truth, 2007), Richard Hawley (Sweetheart, 2009), Little Tony (È impossibile - It's impossible, 2011), Slow Down, Molasses (Turning back the pages of my sweet shattered dreams - A tribute to Gordon Lightfoot, 2011), Tim O'Brien & Darrell Scott (We're usually a lot better than this, 2012) en Neil Young (A letter home, 2014).
Daarnaast werd het nummer door Jean-Michel Rivat vertaald naar het Frans als Dans la brume du matin. Dit nummer werd vertolkt door Joe Dassin (Joe Dassin à New York, 1966), Marie Audigier (L'équipe à JoJo - Les chansons de Joe Dassin par..., 1993) en Betty & The Bops (Tant que je t'aimerai..., 2000). Verder kwam er nog een vertaling naar het Frans van Eddy Mitchell als Chaque matin il se lève (Ketchup électrique, 1974).